# John Stott
John Robert Walmsley Stott, CBE (27 de abril de 1921 – 27 de julho de 2011) foi um pastor e teólogo anglicano britânico, conhecido como um dos grandes nomes mundiais evangélicos. Foi um dos principais autores do pacto de Lausana, em 1974. Em 2005, a revista Time (revista) considerou Stott como uma das 100 pessoas mais influentes do mundo.

## Vida

### Infância e família
Filho de Sir Arnold Stott e Emily Stott, John Stott nasceu na cidade de Londres em 1921. Sir Arnold foi um importante médico na famosa rua de Harley Street.  Ele era agnóstico enquanto sua esposa, Emily Stott, era uma luterana que frequentava a paróquia vizinha da igreja anglicana de All Souls,  Langham Place.  Stott foi enviado para um internato aos oito anos de idade. Inicialmente, foi para uma escola em Oakley Hall. Em 1935, passou à Escola de Rugby.
Enquanto estudava na Escola de Rugby em 1938, Stott ouviu o reverendo Eric Nash (apelidado de Bash) pregando um sermão intitulado "O que farei então com Jesus, que é chamado o Cristo?".  Depois disso, Nash leu para Stott a passagem de Apocalipse 3:20: "Eis que estou à porta, e bato: se alguém ouvir a minha voz, e abrir a porta, entrarei em sua casa, e cearei com ele e ele comigo".  Mais tarde, Stott descreveu o impacto que esse versículo teve em si:
Aqui, então, é a questão crucial que temos que chegar. Será que já abrimos nossa porta para Cristo? Será que já o convidamos? Essa era exatamente a questão que eu precisava ter colocado para mim. Pois, intelectualmente falando, eu tinha acreditado em Jesus durante toda a minha vida, mas do outro lado da porta. Eu tinha regularmente me esforçado para dizer minhas orações pelo buraco da fechadura. Eu até tinha empurrado tostões por debaixo da porta, em uma vã tentativa de acalmá-lo. Eu havia sido batizado, ia à igreja, lia a Bíblia, tinha altos ideais e tentava ser bom e fazer o bem. Mas o tempo todo, muitas vezes sem perceber, eu estava segurando Cristo no comprimento do braço, mantendo-o fora. Eu sabia que abrir a porta teria conseqüências graves. Estou profundamente grato a ele por permitir-me abrir a porta.  Olhando para trás agora em mais de 50 anos, percebo que esse passo simples mudou todo o curso de direção e a qualidade da minha vida.
Stott foi orientado por Bash, que escrevia uma carta semanal para ele aconselhando-o sobre como desenvolver e crescer em sua vida cristã, bem como outros aspectos práticos, como líder da União Cristã em sua escola.
Neste período, Stott era um pacifista e membro da Anglican Pacifist Fellowship. Mais tarde em sua vida ele deixou o pacifismo, adotando uma posição favorável à doutrina da guerra justa.
Stott estudou línguas modernas em Trinity College, Cambridge, onde se graduou com honras duplamente em Francês e Teologia. Depois do período em Trinity, ele se transferiu para o Ridley Hall Theological College, ligado à Universidade de Cambridge, preparando-se então para a sua ordenação como um clérigo anglicano.
Ele mais tarde recebeu o Lambeth Doctorate of Divinity, em 1983.

### Obra
Serviu como Presidente da Igreja All Souls em Londres desde 1950. Estudou na Trinity College Cambrigde, onde se formou em primeiro lugar da classe tanto em francês como em teologia, e foi Doutor honorário por varias universidades, na Inglaterra, nos Estados Unidos e no Canadá. Nos anos de 1983 á 1997 foi Presidente da TEARFUND, uma instituição evangélica de origem londrina que atua desde 1968 como resposta a desastres e no enfrentamento a pobreza através do desenvolvimento comunitário. Stott foi extremamente relevante para a instituição, que está presente no Brasil desde sua época. Lembrando que ele manteve sempre um estilo de vida simples pelo bem daqueles que viviam em situação de pobreza ao redor do mundo.
Uma de suas maiores contribuições internacionais são seus livros.  John Stott começou sua carreira de escritor em 1954, publicando mais de 40 livros e centenas de artigos, além de outras contribuições à literatura cristã.
Entre os seus títulos mais famosos estão:
- Cristianismo Básico.
- Crer é Também Pensar.
- Porque Sou Cristão.
- A Cruz de Cristo.
- Eu Creio na Pregação.
- Firmados na Fé.
- Cristianismo Equilibrado.
- Entenda a Bíblia.
- Cristianismo Autêntico.
- O Perfil do Pregador.
- Ouça o Espírito, ouça o mundo.
- O discípulo radical (sua última obra).

A sua obra mais importante, Cristianismo Básico, vendeu mais de 2 milhões de cópias e já foi traduzida para mais de 60 línguas. Billy Graham chamou John Stott de "o mais respeitável clérigo no mundo hoje".